# حاملات الأزاميل
حاملات الأزاميل هي رتبة فرعية من حشرات مستقيمات الأجنحة. وهي تشمل الجنادب والحشرات الشبيهة بالجندب، بالإضافة إلى العائلات الفائقة الأخرى المصنفة معها: القواديس الأرضية (تيريجياد) وصراصير الخلد القزم (تريديكتيلويدا [الإنجليزية]). لا ينبغي الخلط بين هذا الأخير والحراقات (Gryllotalpidae)، التي تنتمي إلى رتبة أخرى من فصيلة حاملات السيوف.